# Ołeh Choma
Ołeh Ihorowycz Choma, ukr. Олег Ігорович Хом́а (ur. 30 października 1966 w Winnicy) − ukraiński filozof, historyk filozofii europejskiej, tłumacz i komentator XVII- i XX-wiecznej filozofii francuskiej.

## Biogram
Choma urodził się w Winnicy (Ukraina). W 1990 roku ukończył z wyróżnieniem studia na Wydziale Filozofii na Narodowym Uniwersytecie Kijowski im. Tarasa Szewczenki w Kijowie. Pracę doktorską pod kierunkiem prof. Hanny Horak obronił w 1993 roku na tej samej uczelni. Swoją rozprawę habilitacyjną, pisaną pod kierunkiem prof. Ołeha Biłego obronił w 1999 roku w Instytucie Filozofii NAS Ukrainy.
Od 1990 roku, do dziś wykłada filozofię na Narodowym Uniwersytecie Technicznym w Winnicy.
W celu poprawy akademickich standardów, w 2000 roku założył Sententiae - pierwsze ukraińskie czasopismo naukowe specjalizujące się w dziedzinie historii filozofii (od roku 2015 czasopismo jest indeksowane w SCOPUS). Choma pozostaje redaktorem naczelnym tego pisma do dziś. W 2008 roku, zaprosił on kilku wybitnych międzynarodowych ekspertów, by dołączyli do redakcji tegoż pisma Choma jest także członkiem Komitetów Redakcyjnych czasopism naukowych Myśl filozoficzna i Wisnyk Winnyćkoho politechnicznoho instytutu.
W 2003 roku otrzymał tytuł profesora; od 2004 roku jest przewodniczącym Wydziału Filozofii i Nauk Humanistycznych w Narodowym Uniwersytecie Technicznym w Winnicy.
Od 2000 roku wykłada jako profesor wizytujący na innych wiodących ukraińskich uniwersytetach, w tym: na Narodowym Uniwersytecie Akademii Kijowsko-Mohylańskiej (2000-2005) i Narodowym Uniwersytecie Kijowski im. Tarasa Szewczenki (2006-obecnie ).
Jest założycielem i prezesem Towarzystwa Pascal, oraz dyrektorem Renatus (Centrum Studiów w Historii Filozofii) .
Ołeh Choma jest także aktywnym uczestnikiem ukraińskiego oddziału międzynarodowego projektu "Europejski Słownik Filozofii: Słownictwo Nieprzekładalne" (ang. European Dictionary of Philosophies: A Vocabulary of Untranslatabilities) i redaktorem naczelnym swojej sekcji "epistemologia".